# مقاطعة بلزن-جنوب
مقاطعة بلزن-جنوب (بالتشيكية: Okres Plzeň-jih)‏ هي مقاطعة (أوكريس) في إقليم بلزن في جمهورية التشيك.
عاصمة هذه المقاطعة هي مدينة بلزن.

## اقرأ أيضاً
- مقاطعات جمهورية التشيك